# Callilepis chisos
Callilepis chisos är en spindelart som beskrevs av Norman I. Platnick 1975. Callilepis chisos ingår i släktet Callilepis och familjen plattbuksspindlar. Inga underarter finns listade.